# 石原初音
石原 初音（いしはら はつね、1958年11月20日 - ）は、日本の元女優である。岐阜県出身。渡辺プロダクション所属（活動当時）。
岐阜県羽島市生まれ。二男二女の長女。1974年、羽島市立竹鼻中学校を卒業。岐阜県立羽島高等学校二年に在学中の1975年、「必殺仕置屋稼業」のオーディションに合格した。
渡辺プロのスカウトを受けて上京し、1977年、文華女子高等学校を卒業。
伴睦人の映画『杳子』や平凡パンチ、週刊プレイボーイなどの誌上に、その豊満な肢体を披露した。
キティアーティスト所属。

## 出演

### テレビドラマ
- 必殺仕置屋稼業（1975年） - おはつ役
- 笑って!笑って!!60分 哀愁学園 第1話(1975年)
- 三日月情話（1976年） - 乙姫役
- 土曜ドラマ（NHK）
  - 優しい時代（1978年） - 三木清絵 役
- いのちの絶唱（1978年） - 徳永悠子役
- 土曜ワイド劇場「聖女の園連続殺人」（1978年）- 英子役
- 雲霧仁左衛門（主演：天知茂） 第7話「掟破り」（1979年） - おひさ役
- 噂の刑事トミーとマツ 第2話「トミーの初恋・夢見街」(1979年) - まりこ役
- 特捜最前線 第100話「レイプ・十七歳の記録!」(1979年) - 明子 役
- 水戸黄門 第10部 第14話「鬼が盗んだ運上金 -草津-」（1979年）- お奈美役
- 八丁堀暴れ軍団 第3話「必殺の短筒が歓びを裂いた」（1979年） - お千代役
- 土曜ナナハン学園危機一髪 第15回「わかってほしい!」（1980年）

### 映画
- がんばれ!ベアーズ大旋風 -日本遠征-
- 杳子
- ピーマン80

## 執筆
- ちばあきお「プレイボール」　JC第14巻　巻末解説「がんばれ!墨高」